# Intruziunea (Star Trek: Deep Space Nine)
„Intruziunea” este cel de-al 24-lea episod din serialul american de televiziune științifico-fantastic Star Trek: Deep Space Nine. Este al patrulea episod al celui de-al doilea sezon.
Plasat în secolul al XXIV-lea, serialul urmărește aventurile de pe Deep Space Nine, o stație spațială situată în apropierea unei găuri de vierme stabile între cadranele Alfa și Gamma ale galaxiei Calea Lactee, în apropierea planetei Bajor. Acest episod explorează specia Trill, din care face parte și ofițerul DS9 Jadzia Dax: Ei sunt formați dintr-o gazdă și un simbiot, simbiotul fiind transmis de la o gazdă la alta pe măsură ce cea anterioară moare. În acest episod, un Trill îndârjit și neîmperecheat încearcă să fure simbiotul Dax de la Jadzia.

## Prezentare
În timpul unei furtuni de plasmă, Deep Space Nine este evacuată, rămânând în urmă doar un echipaj minimal pentru a menține stația până când evenimentul trece. Prefăcându-se că este un transport de marfă în pericol, un Trill neîmperecheat, o pereche de mercenari klingonieni angajați și o fostă prostituată pe nume Mareel urcă la bordul stației și atacă echipajul. Maiorul Kira încearcă să o ia prin surprindere pe Mareel, dar aceasta o învinge. Trill-ul, Verad, a cerut cândva să i se alăture un simbiot și a fost respins; acum vrea simbiotul Dax. După ce l-a reținut pe Odo, conetabilul care își schimbă forma, într-un container și a luat ostatici restul echipajului, îl forțează pe dr. Bashir să transfere simbiotul în corpul său. Fără simbiotul ei, Jadzia va muri în câteva ore.
Bashir îl pune pe unul dintre klingonieni să-l asiste în încercarea de a-i salva viața Jadziei. Între timp, comandantul Sisko se ocupă de Verad, care are acum amintirile tuturor gazdelor Dax, inclusiv ale lui Curzon Dax, care i-a fost un prieten foarte apropiat și mentor lui Sisko. El îl imploră pe Verad să îndrepte lucrurile, dar vede că acesta intenționează să o lase pe Jadzia să moară. Între timp, Mareel, cu care Verad se împrietenise la începutul vieții, începe să realizeze cât de mult s-a schimbat omul de când a primit simbiotul și începe să creadă că alăturarea a fost o idee proastă. Cu toate acestea, ea îi rămâne loială.
Barmanul Quark, care l-a ajutat pe Verad și echipajul său să urce la bordul stației, ocolind blocajul de securitate, se preface că este rănit și îi oferă astfel lui Bashir ocazia de a-l seda pe unul dintre klingonieni. Apoi el sparge lacătul containerului în care se află Odo. După ce Verad descoperă ce s-a întâmplat, se îndreaptă spre nava sa, luând-o pe Kira ca ostatică.
Până când Verad ajunge la nava sa, Odo a eliberat clemele de andocare, lăsându-l blocat. Kira îl învinge pe klingonianul care o ține, dar în confuzie, Verad se strecoară, îndreptându-se spre o altă navă. Între timp, Mareel știe acum că bărbatul pe care îl iubește cu adevărat a dispărut și decide să îl ajute pe Sisko. Sisko se confruntă cu Verad la sas. Crezând că Sisko nu-l va împușca pe vechiul său prieten, riscând astfel să afecteze simbiotul recent aderat, Verad vrea să plece, dar Sisko îl paralizează cu un fazer. Simbiontul Dax se întoarce la Jadzia, lăsându-l pe Verad din nou singur cu el însuși.